# هوب أكبان
هوب أكبان (بالإنجليزية: Hope Akpan)‏ مواليد 14 أغسطس 1991 في ليفربول، إنجلترا، هو لاعب كرة قدم إنجليزي يلعب مع بلاكبيرن روفرز كلاعب وسط.

## مرحلة الشباب

### أندية لعب لها
- نادي إيفرتون

## المسيرة الاحترافية

### أندية لعب لها
- نادي إيفرتون
- نادي ريدينغ
- بلاكبيرن روفرز

## روابط خارجية
- هوب أكبان على موقع قاعدة بيانات كرة القدم.إي يو (الإنجليزية)
- هوب أكبان على موقع ناشيونال فوتبول تيمز (الإنجليزية)
- هوب أكبان على موقع Soccerbase.com (لاعب) (الإنجليزية)
- هوب أكبان على موقع Soccerway.com (الإنجليزية)
- هوب أكبان على موقع عالم كرة القدم.نت (الإنجليزية)
- هوب أكبان على موقع AS.com (الإسبانية)